# Semiosphäre
Semiosphäre ist ein von dem Kultursemiotiker Juri Michailowitsch Lotman eingeführter Begriff zur Beschreibung des umfassenden Raums aller Zeichenprozesse innerhalb einer Kultur. In diesem Raum interagieren verschiedene semiotische Codes – wie Sprache, Bilder, Rituale oder gesellschaftliche Normen – miteinander und erzeugen durch ihre Relationen Bedeutung. Die Semiosphäre bildet damit das universelle Umfeld, in dem Kommunikation möglich ist.
Lotman entwickelte den Begriff in Analogie zur Biosphäre, um hervorzuheben, dass Zeichenprozesse nicht isoliert, sondern nur im Zusammenhang eines komplexen semiotischen Gesamtfeldes verstanden werden können. Die Semiosphäre besitzt dabei eine dynamische Struktur mit Zentren und Rändern, Binnen- und Grenzräumen. Sie ist nicht homogen, sondern durch Asymmetrien, Übersetzungen und kulturelle Selbstbeschreibungen geprägt.

## Konzept des Sprachsystems
Der Sprachwissenschaftler Ferdinand de Saussure führte 1916 die Unterscheidung zwischen dem aktuellen Sprechvorgang (parole) und dem dauerhaften Sprachsystem (langue) ein. Das Sprachsystem – so Saussure – biete durch seine Teilkomponenten wie die Syntax, den Vorrat an sprachlichen Zeichen und die Beziehbarkeit der Zeichen aufeinander überhaupt erst die Grundlage und Voraussetzung dafür, dass Menschen miteinander sprechen können.

### Beispiel
Analog gesprochen, ist das Verhältnis zwischen Sprache und Sprachsystem ähnlich wie bei einem Trinkglas (als „System“), das die Voraussetzung dafür ist, im Bedarfsfalle Wasser („Bedeutung“) von A nach B transportieren zu können. Im System „Trinkglas“ sind hierbei bereits mehrere Teilelemente zu einer Funktionseinheit zusammengesetzt, d. h. die Seitenwandungen, der Boden und die Öffnung am oberen Glasrand stehen in einem übergeordneten Sinnzusammenhang des „Behälters“, der erst dadurch bedeutsam und sinnvoll wird, wenn bspw. die Eigenschaften des Systems „physikalische Schwerkraft“ mitgedacht werden.

## Die Beziehungen zwischen Sprachsystemen in der Semiosphäre
Lotman führte den Begriff der Semiosphäre (Semio = „das Zeichen“, sphäre= „Raum“) ein, um auf diese gegenseitige Bezugnahme von Sprachsystemen hinzuweisen:

„Wie man jetzt voraussetzen kann, kommen in der Wirklichkeit keine Zeichensysteme vor, die völlig exakt und funktional eindeutig und in isolierter Form für sich allein funktionieren [...] Sie funktionieren nur, weil sie in ein bestimmtes semiotisches Kontinuum eingebunden sind, das mit semiotischen Gebilden unterschiedlichen Typs, die sich auf unterschiedlichem Organisationsniveau befinden, angefüllt ist. Ein derartiges Kontinuum wollen wir [...] als Semiosphäre bezeichnen.“

Relevant an Lotmans Feststellung sind seine Hinweise auf die unterschiedlichen „Organisationsniveaus“ der Semiosphäre. Ein Sprachsystem belegt dabei nicht einen gewissen Rang in einem hierarchisch geordneten System; vielmehr geht es Lotman um die Qualität und Reichweite der Verbindungen, die Sprachsysteme miteinander eingehen.

### Beispiel
Zur Verdeutlichung wird nochmals die Analogie des Trinkglases verwendet: Das Trinkglas ist bereits Teil der Semiosphäre, weil es einen funktionalen Bezug („Behälter“) zu anderen Systemen („Schwerkraft“, „Wasser“, …) hat. Wird das Glas Wasser als Zeichen in einem Theaterstück verwendet („Durst! Durst! Ein Königreich für ein Glas Wasser!“), ist seine Kopplung noch weitläufiger und sein Organisationsniveau daher komplexer und qualitativer.